# Betriebsverfassungsgesetz 1952
Betriebsverfassungsgesetz 1952 war die Bezeichnung für das deutsche Betriebsverfassungsgesetz in der seit dem 19. Januar 1972 geltenden Fassung. Es war am 11. Oktober 1952 als Betriebsverfassungsgesetz erlassen und mit dessen grundlegender Novelle unter Bundeskanzler Willy Brandt 1972 in Betriebsverfassungsgesetz 1952 umbenannt worden.
Mit Inkrafttreten des Gesetzes von 1972, das die gesetzlichen Regelungen an eine weitgehend veränderte betriebliche Praxis anpassen wollte, trat das Betriebsverfassungsgesetz von 1952 weitgehend außer Kraft. Die Vorschriften über die Drittelbeteiligung der Arbeitnehmer im Aufsichtsrat, die das neue Gesetz nicht regelte, blieben jedoch bestehen.
Diese noch fortgeltenden Bestimmungen des BetrVG 1952 wurden zum 1. Juli 2004 durch das Drittelbeteiligungsgesetz (DrittelbG) abgelöst.
Das BetrVG 1952 regelte sowohl die betriebliche Mitbestimmung durch die Organe der betrieblichen Interessenvertretung, insbesondere durch den Betriebsrat, als auch Fragen der unternehmerischen Mitbestimmung durch die Drittelbeteiligung der Arbeitnehmer in den Aufsichtsräten von Aktiengesellschaften, Kommanditgesellschaften auf Aktien, Gesellschaften mit beschränkter Haftung, Genossenschaften und Versicherungsvereinen auf Gegenseitigkeit mit bis zu 2000 Beschäftigten.